# Agustín Riera y Pau
 Agustín Riera y Pau  (Sábalo, Guane, Cuba, 2 de julio de 1876 - Las Encies, las Planes d'Hostoles, La Garrocha, 27 de agosto de 1936) fue un médico y político español conservador.

## Biografía
Nacido en Guane (provincia de Pinar del Río), siendo el segundo hijo del médico Narciso Riera Isla, de Vilamarí (Gironés), y de Crescencia Pau Caulas, de Besalú (Garrocha). Sus padres emigraron temporalmente a Cuba huyendo de la tercera guerra carlista. Cuando retornaron a Cataluña, Agustí tenía 8 años. Tuvo tres hermanas y dos hermanos.
Recibió las enseñanzas primarias en el Collell, y más tarde el bachillerato con calificación de premio extraordinario en el Instituto de Gerona, donde coincidió con Francesc Cambó, con quien le uniría una amistad que duraría toda la vida. Ambos formaron parte de la Liga Regionalista desde su fundación.
Estudió medicina en la Universidad de Barcelona, donde se licenció brillantemente el 30 de mayo de 1899. Se casó en 1903 con María Teresa Trotcha Estalella, nacida en Cuba, hija de Zenon Trotcha, exbanquero de Arenys de Mar, también emigrado a Cuba. El matrimonio vivió en Barcelona hasta que, debido a la muerte de su padre, en 1905, se traslada a Sarriá de Ter para hacerse cargo de la consulta médica de éste. Tuvieron siete hijos. Fue miembro de la Asociación de Médicos y Biólogos de Lengua Catalana, en la que ocupó el cargo de vocal adjunto en representación de las comarcas gerundenses. Fue un médico muy querido y valorado en la comarca.
Fue elegido diputado provincial de Gerona por la Liga Regionalista, y entre el 13 de marzo de 1911 y el 13 de enero de 1924 fue presidente de la Diputación de Gerona. Como tal, participó en la creación de la Mancomunidad de Cataluña, órgano formado por las cuatro diputaciones catalanas, vigente entre 1914 y 1925. Fue nombrado consejero de la Mancomunidad de Comunicaciones y Obras Públicas, cargo en el que trabajó de manera eficaz en la ampliación de la red de caminos vecinales y carreteras locales y en la extensión de las líneas telefónicas. También formó parte, junto con su amigo Francesc Cambó, de la comisión de parlamentarios catalanes en Madrid, creada en 1918.
El 9 de enero de 1921 presidió los Juegos Florales en Sarriá de Ter. El 13 de mayo de 1923 fue elegido senador por la provincia de Barcelona. En 1933, como presidente del Centro Catalanista, fue nombrado vicepresidente del Consejo de Gobierno de la Liga Catalana.
Con el estallido de la Guerra Civil (18 de julio de 1936) fue amenazado de muerte. Cambó le ofreció la posibilidad de exiliarse, cómo muchos otros políticos hacían, pero declinó la oferta. El 27 de agosto de 1936 lo encontraron asesinado en un pequeño bosque cerca de las Encies, en Les Planes d'Hostoles. Dos calles llevan su nombre: en Gerona (en el Puente Mayor) y en Sarriá de Ter.